# 114
El año 114 (CXIV) fue un año común comenzado en domingo del calendario juliano, en vigor en aquella fecha.
En el Imperio romano el año fue nombrado el del consulado de Hasta y Vopisco o menos comúnmente, como el 867 ab urbe condita, siendo su denominación como 114 a principios de la Edad Media, al establecerse el Anno Domini.

## Acontecimientos

### Imperio romano
- Se erige el arco triunfal en Benevento.
- El reino de Osroene se convierte en un reino vasallo del Imperio romano.
- El emperador Trajano derrota a los partos y conquista Armenia y el norte de Mesopotamia.
- Se erige en Atenas un monumento a Filopapos, príncipe en el exilio del viejo Comagene (un estado tapón entre Roma y Partia).

### Asia
- Primer año de la era Yuanchu de la dinastía Han oriental china.

### Religión
- Cambio de patriarca de Bizancio del patriarca Sedecio al patriarca Diógenes.

## Fallecimientos
- Sedecio de Bizancio, patriarca de Constantinopla.